# Salvatore Di Salvo
Salvatore Di Salvo (Zafferana Etnea, 14 ottobre 1922 – Fontecchio, 5 dicembre 2005) è stato un vescovo cattolico italiano.

## Biografia
È nato il 14 ottobre 1922 a Fleri Etneo, frazione di Zafferana Etnea, nell'arcidiocesi di Catania.
Il 29 giugno 1945 è stato ordinato presbitero.
Il 31 ottobre 1968 papa Paolo VI lo ha nominato vescovo titolare di Torri di Numidia e vescovo ausiliare di Rossano.
Ha ricevuto l'ordinazione episcopale il successivo 21 dicembre da Guido Luigi Bentivoglio, arcivescovo di Catania, co-consacranti Giovanni Rizzo, arcivescovo di Rossano, e l'allora arcivescovo Salvatore Pappalardo, pro-nunzio apostolico in Indonesia.
Il 15 dicembre 1969, lo stesso Papa lo ha nominato vescovo ausiliare di Reggio Calabria e poi, dal 1º gennaio 1971 sempre come ausiliare di Santa Lucia del Mela.
Dal 1º novembre 1972 al 10 dicembre 1976 è stato anche amministratore apostolico di Lipari.
Il 20 dicembre 1976 è stato promosso vescovo di Nicosia.
Il 9 aprile 1984 papa Giovanni Paolo II ha accolto le sue dimissioni dal governo pastorale della diocesi nominandolo vescovo titolare di Cissita.
È morto il 5 dicembre 2005 nella Casa Serena "Santa Maria della Pace" a Fontecchio, in provincia dell'Aquila.

## Genealogia episcopale
La genealogia episcopale è:
- Cardinale Scipione Rebiba
- Cardinale Giulio Antonio Santori
- Cardinale Girolamo Bernerio, O.P.
- Arcivescovo Galeazzo Sanvitale
- Cardinale Ludovico Ludovisi
- Cardinale Luigi Caetani
- Cardinale Ulderico Carpegna
- Cardinale Paluzzo Paluzzi Altieri degli Albertoni
- Papa Benedetto XIII
- Papa Benedetto XIV
- Papa Clemente XIII
- Cardinale Marcantonio Colonna
- Cardinale Giacinto Sigismondo Gerdil, B.
- Cardinale Giulio Maria della Somaglia
- Cardinale Carlo Odescalchi, S.I.
- Cardinale Costantino Patrizi Naro
- Cardinale Lucido Maria Parocchi
- Papa Pio X
- Cardinale Gaetano De Lai
- Cardinale Raffaele Carlo Rossi, O.C.D.
- Arcivescovo Guido Luigi Bentivoglio, O.C.S.O.
- Vescovo Salvatore Di Salvo